# In the Morning (canção de Jennifer Lopez)
"In the Morning" é uma canção gravada pela cantora norte-americana Jennifer Lopez. Foi escrita por Lopez com o apoio de Daniel Rondon, Jackson Foote, James Abrahart, Jeremy Dussolliet, Johnny Simpson, Patrick Ingunza e Tim Sommers, enquanto a produção foi feita por Foote e Simpson. A música foi lançada em 27 de novembro de 2020, pela Hitco Entertainment e Nuyorican Productions.

## Videoclipe
O videoclipe de "In the Morning" estreou exclusivamente no app Triller. Inclui cenas de Lopez "vestindo nada além de enormes asas de anjo". Lopez afirmou que o vídeo está "cheio de simbolismo sobre uma relação sombria e unilateral e a compreensão de que você não pode mudar ninguém (...) Crie suas próprias asas e afaste-se de qualquer pessoa ou coisa que não valorize realmente tudo o que você tem a oferecer."

## As performances ao vivo
Lopez cantou a música ao vivo pela primeira vez durante os especiais de televisão anuais de Ano Novo Dick Clark's New Year's Rockin' Eve eNew Year's Eve, transmitidos pela ABC diretamente da Times Square, Manhattan, em 31 de dezembro de 2020.

## Faixas e formatos
Download digital e streaming
1. "In The Morning" – 2:47

## Créditos e pessoal
Créditos adaptados do TIDAL.
| - Jennifer Lopez – compositor, vocal principal - Daniel Rondon – compositor - Jackson Foote – compositor, produtor - James Abrahart – compositor - Jeremy Dussolliet – compositor | - Johnny Simpson – compositor, produtor - Patrick Ingunja – compositor - Tim Sammers – compositor - Colin Leonard – mestre |

## Desempenho nas tabelas musicais
| País — Tabela musical (2020–21)    | Melhor posição |
| ---------------------------------- | -------------- |
| Canadá (Digital Songs – Billboard) | 13             |
| Hungria (Rádiós Top 40)            | 19             |
| Hungria (Single Top 40)            | 16             |
| Reino Unido (UK Download – OCC)    | 93             |

## Histórico de lançamento
| Região | Data                   | Formato                    | Versão   | Gravadora       | Ref.        |
| ------ | ---------------------- | -------------------------- | -------- | --------------- | ----------- |
| Várias | 27 de Novembro de 2020 | Download digital streaming | Original | Hitco Nuyorican | [ 3 ] [ 4 ] |